# Philippe de Wurtemberg
Ne doit pas être confondu avec Philipp de Wurtemberg.
Philippe de Wurtemberg, né le 30 juillet 1838 à Neuilly-sur-Seine et mort à Stuttgart le 11 octobre 1917 est un membre de la maison de Wurtemberg et l'ancêtre de tous les membres de la cinquième branche de sa famille.
Fils du duc Alexandre de Wurtemberg (1804-1881) — un cousin utérin de Victoria reine du Royaume-Uni — et de la princesse Marie d'Orléans, il devient, après la mort de son père, chef de la branche ducale de la Maison royale de Wurtemberg. À ce titre, il est l'ancêtre de l'actuelle Maison royale de Wurtemberg.

## Biographie

### Famille
Fils unique du duc Alexandre de Wurtemberg (1804-1881) (1804-1881) et de la princesse Marie d'Orléans (1813-1839), Philippe de Wurtemberg naît le 30 juillet 1838 à Neuilly-sur-Seine, en France, pays de sa mère. 
Orphelin de mère peu après sa naissance, il est élevé dans la foi catholique par sa famille maternelle au palais des Tuileries. Considéré par son grand-père le roi des Français Louis-Philippe Ier comme un membre à part entière de la famille, Philippe de Wurtemberg, ainsi que son père Alexandre sont élevés au rang d'Altesse Royale par une ordonnance du 20 mai 1843. Alors que la révolution de 1848 exile les Orléans en Grande-Bretagne, le duc de Wurtemberg et son fils, Philippe, âgé de dix ans, munis de passeports fournis par le ministre des Affaires étrangères, Alphonse de Lamartine, quittent la France pour s'établir dans le Royaume de Bavière à Bayreuth.

### Premier projet matrimonial
En automne 1861, le duc Philippe de Wurtemberg, âgé de 23 ans, demande au duc Maximilien en Bavière, la main de la duchesse Sophie-Charlotte en Bavière, sœur de l'impératrice d'Autriche (Sissi), mais la jeune fille, âgée de quatorze ans, future héroïne du drame du Bazar de la Charité, ne semble pas avoir été avertie du projet auquel, probablement en raison de son jeune âge, son père ne donne pas de suite.

### Mariage et descendance

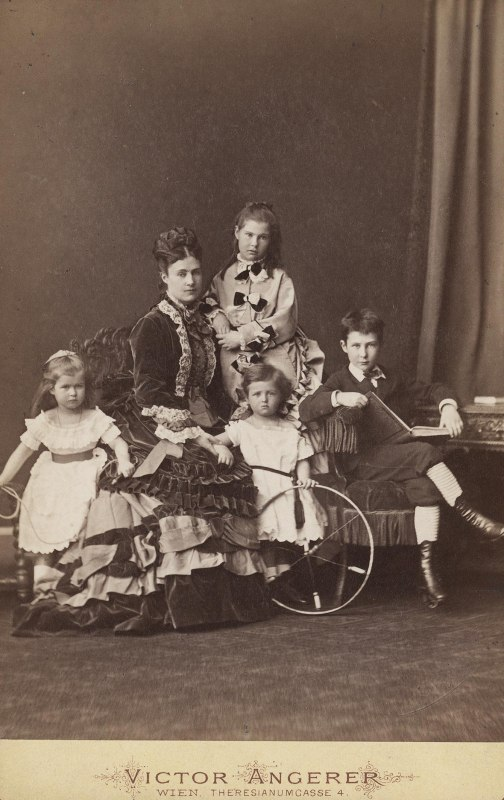
L'archiduchesse Marie-Thérèse et ses enfants en 1876.

Philippe de Wurtemberg épouse à Vienne, le 18 janvier 1865, l'archiduchesse  Marie-Thérèse de Habsbourg-Teschen (née à Vienne le 15 juillet 1845 et morte à Tübingen le 8 octobre 1927), fille de l'archiduc Albert de Teschen (1817-1895) et de la princesse Hildegarde de Bavière (1825-1864). 
Cinq enfants, dont seul l'aîné laisse une descendance, sont issus de cette union,, :
- Albert de Wurtemberg (né à Vienne, le 23 décembre 1865 et mort à Altshausen, le 29 octobre 1939), duc de Wurtemberg, épouse en 1893 l'archiduchesse Marguerite d'Autriche (1870-1902), nièce de l'empereur François-Joseph Ier ;
- Marie-Amélie de Wurtemberg, jumelle du précédent (née à Vienne, le 23 décembre 1865 et morte à Dresde, le 16 décembre 1883), célibataire
- Marie-Isabelle de Wurtemberg (née à Orth an der Donau, le 30 août 1871 et morte à Dresde, le 24 mai 1940), en 1894 elle épouse le prince Jean-Georges de Saxe (1869-1938), sans postérité ;
- Robert de Wurtemberg (né à Meran, le 14 janvier 1873 et mort à Altshausen, le 12 avril 1947), en 1900 il épouse l'archiduchesse Marie-Immaculée de Habsbourg-Toscane (1878-1968) (fille de l'archiduc Charles -Salvator de Habsbourg-Toscane (1839-1892) et de la princesse Marie-Immaculée des Deux-Siciles (1844-1899), sans postérité ;
- Ulrich de Wurtemberg (né à Gmunden, le 13 juin 1877 et mort à Altshausen, le 13 juin 1944), célibataire.

### Résidences
Le duc Philippe et la duchesse Marie-Thérèse possédaient un magnifique palais de ville, le « Palais Wurtemberg », construit sur la Ringstrasse par le maître d'œuvre munichois Arnold Zenetti avec l'aide de l'architecte Heinrich Adam, et y habitaient depuis 1866, sans s'y plaire. Le palais est donc vendu en 1871, reconstruit et ouvert en tant qu'Hôtel Impérial pour l'Exposition Universelle de Vienne de 1873. Le couple ducal s'installe ensuite au Strudelhof à Vienne. À Altmünster am Traunsee, le duc Philipp fait construire une magnifique villa par Heinrich Adam entre 1873 et 1876 et la baptise « Villa Marie Thérèse » du nom de sa femme.

### Passions

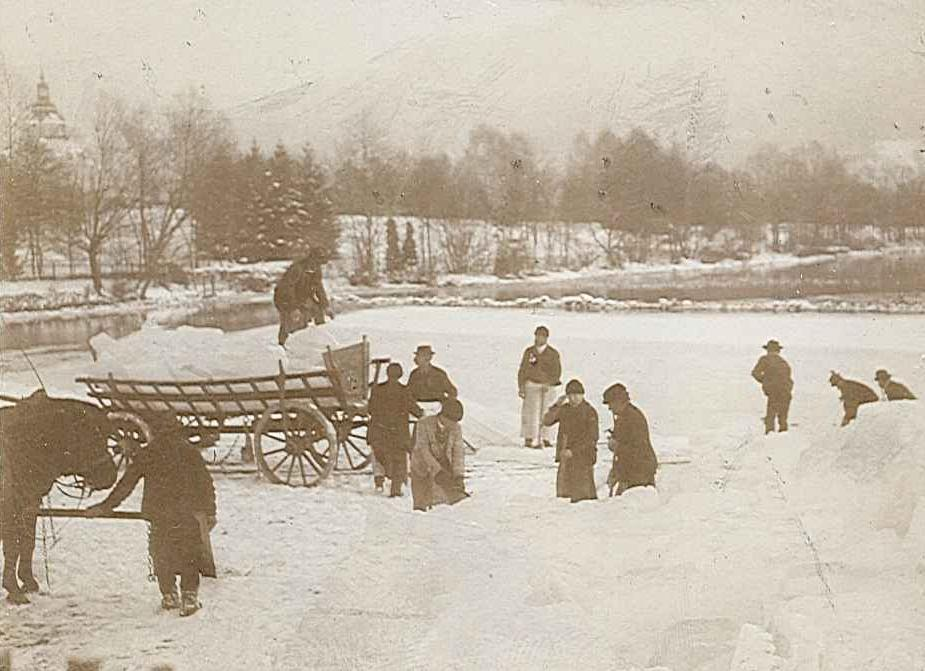
Des hommes brisant la glace sur un lac photographiés par le duc Philippe en 1899.

En plus de la chasse, pour laquelle le duc Philippe a acquis d'importantes superficies à Hinterstoder, le duc s'intéressait également à la photographie. Grâce aux appareils photographiques les plus modernes de l'époque, il a réalisé des clichés qui sont en partie uniques aujourd'hui.

### Succession
Au royaume de Wurtemberg, vers la fin du XIXe siècle, il est devenu évident que le roi Guillaume II (1848-1921) n'aurait pas de fils. Puisqu'il n'y avait pas de princes dignes de leur statut dans d'autres lignées de la maison, mais que la succession masculine au trône s'appliquait, le droit de succession incomba au duc Philippe. En raison de son âge - il avait dix ans de plus que le roi - son fils le duc Albert, né en 1865, est dès lors considéré comme le futur héritier du trône. Le duc Philippe a vécu avec sa famille au palais princier de Stuttgart après avoir vendu le Strudelhof de Vienne en 1905.

### Mort
Philippe de Wurtemberg meurt à Stuttgart, le 11 octobre 1917, à l'âge de 79 ans et est inhumé dans la crypte familiale de l'église Saint-Michel (de) du château d'Altshausen.

## Rôle dans la maison de Wurtemberg
Philippe de Wurtemberg appartient à la cinquième branche (dite lignée ducale) de la Maison de Wurtemberg, qui descend du septième fils de Frédéric-Eugène de Wurtemberg. À l'extinction de la branche aînée en 1921, la lignée ducale devint la nouvelle branche dynaste de la Maison de Wurtemberg. Néanmoins, la nouvelle branche aînée fut la branche morganatique des ducs de Teck (éteinte dans les mâles en 1981), puis la branche morganatique des ducs d'Urach. Actuellement, l'aîné de toute la Maison de Wurtemberg est le duc Karl Anselm d'Urach, né en 1955.
Philippe de Wurtemberg est l'ascendant direct de l'actuel (depuis 2022) prétendant au trône de Wurtemberg, Wilhelm de Wurtemberg, né en 1994.

## Galerie

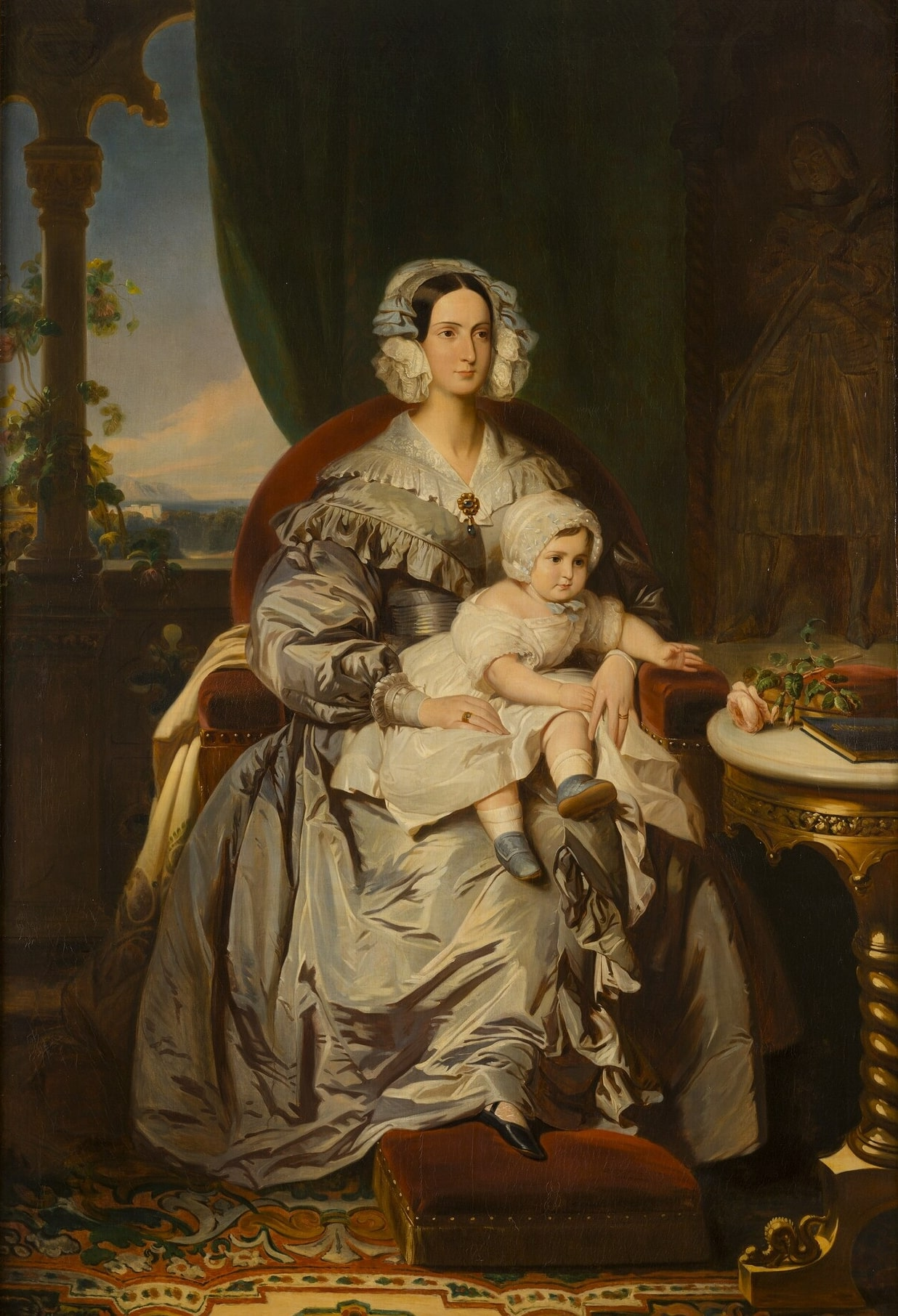
Marie d'Orléans et son fils Philippe par Franz Xaver Winterhalter en 1838.
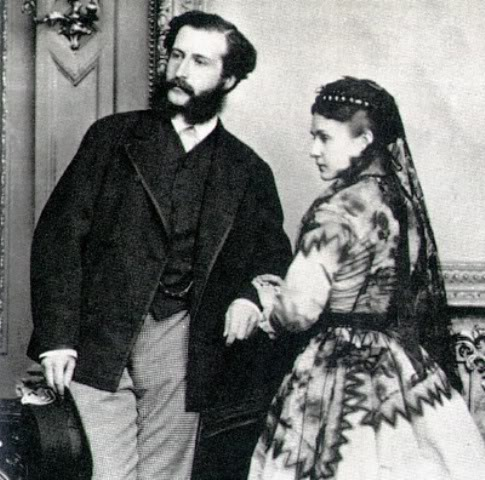
Le duc Philippe de Wurtemberg et l'archiduchesse Marie-Thérèse en 1867.
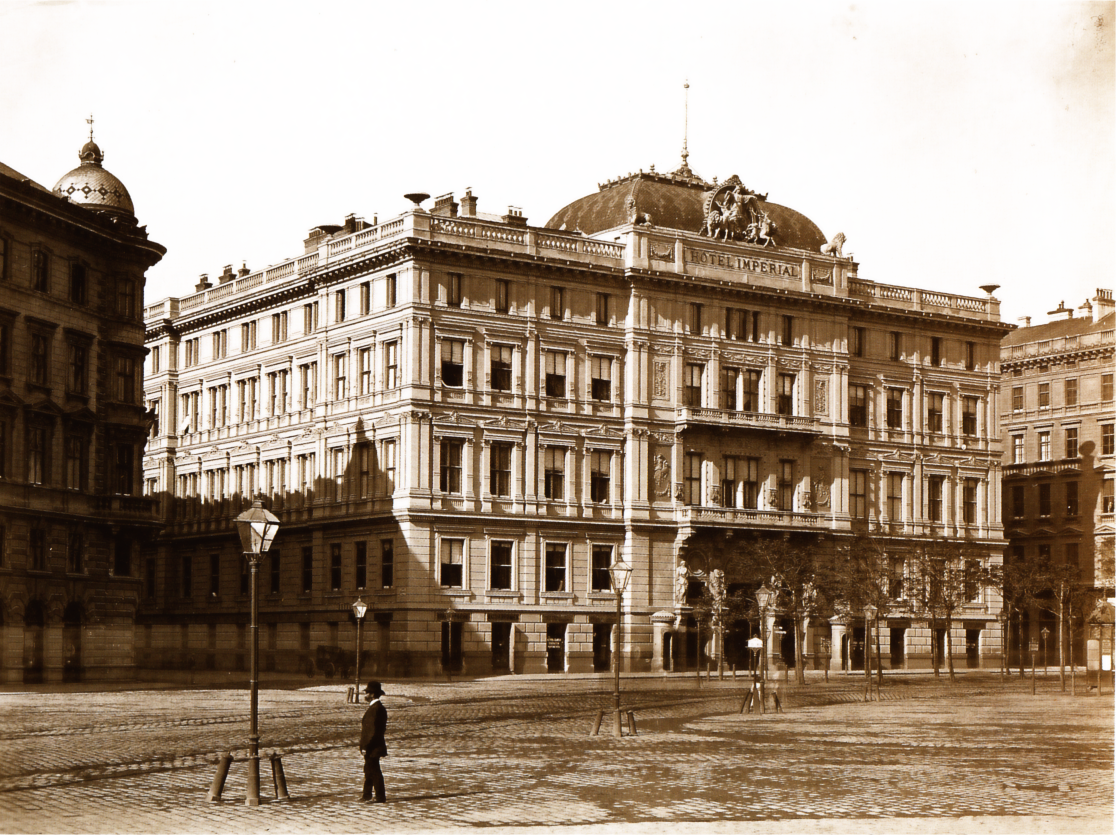
Le palais Wurtemberg à Vienne, actuellement Hôtel Imperial.
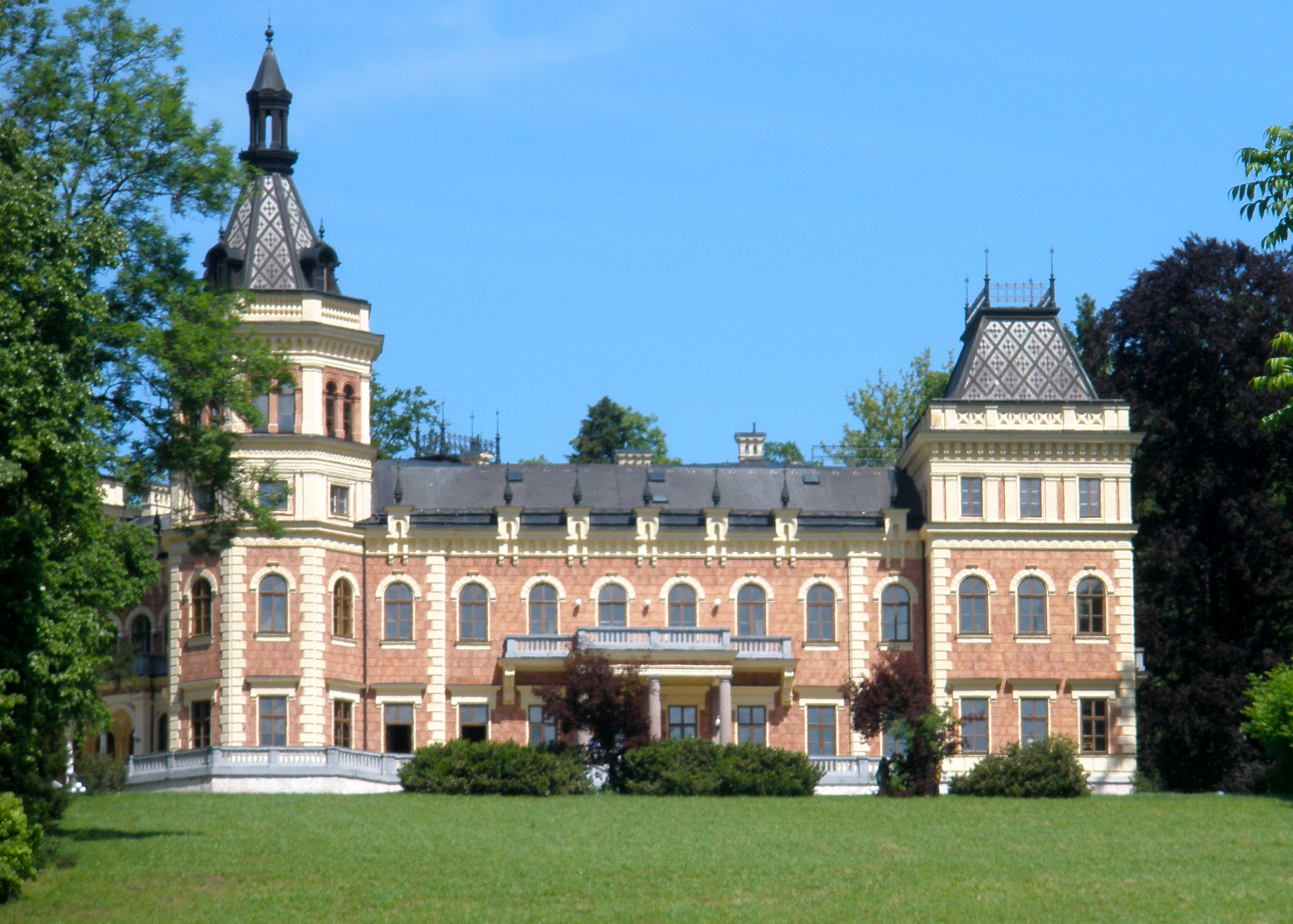
La Villa Marie Therese (de) (1873-1876) près d'Altmünster.
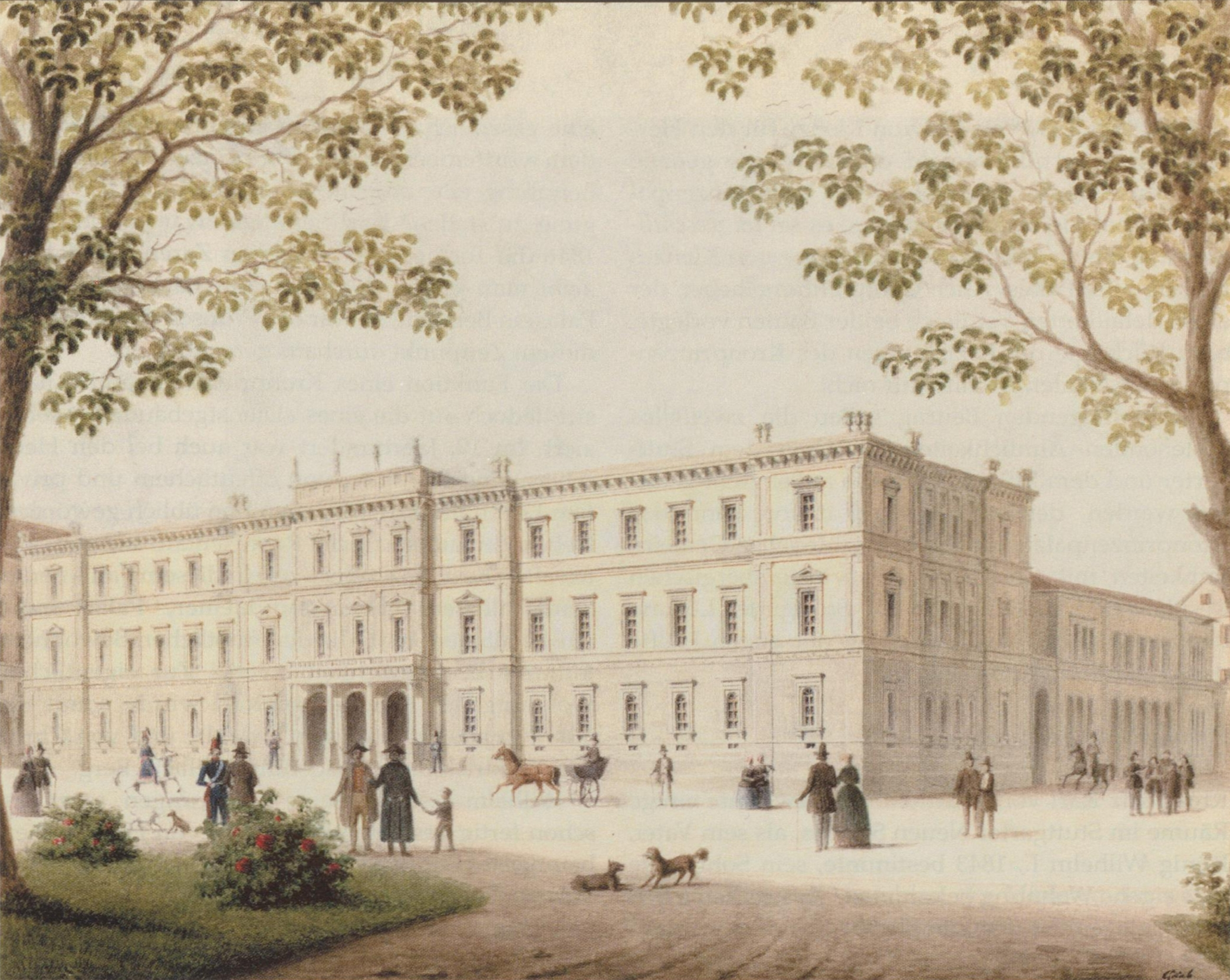
Le palais du prince héritier (de) à Stuttgart.

## Honneurs
Philippe de Wurtemberg est, :

### Ordres dynastiques wurtembourgeois
- Grand-croix de l'ordre de la Couronne de Wurtemberg (1852) ;
- Grand-croix de l'ordre de Frédéric.

### Ordres officiels étrangers
- 1002e Chevalier de l'ordre de la Toison d'or (Empire d'Autriche, 1865) ;
- Grand-croix de l'ordre de Saint-Étienne (Empire austro-hongrois, 1900) ;
- Chevalier de l'ordre de Saint-Hubert (Bavière, 1893) ;
- Grand cordon de l’ordre de Léopold (Belgique, 1861) ;
- Grand-croix de l'ordre d'Henri le Lion (duché de Brunswick, 1863) ;
- Grand-croix de l'ordre royal et distingué de Charles III d'Espagne (1884).
- Chevalier avec collier de l'ordre de l'Aigle noir (Prusse) ;
- Chevalier de l'ordre de Saint-André (Empire russe) ;
- Chevalier de l'ordre de la Couronne de Rue (Saxe, 1894) ;
- Grand-croix de l'ordre de la Maison ernestine de Saxe (Duchés saxons, 1864, puis avec épées) ;

## Ascendance
|  |                                               |  |  |  |  |  |  |  |  |  |  |  |  |
|  | 8. Frédéric-Eugène de Wurtemberg              |  |  |  |  |  |  |  |  |  |  |  |  |
|  |                                               |  |  |  |  |  |  |  |  |  |  |  |  |
|  |                                               |  |  |  |  |  |  |  |  |  |  |  |  |
|  | 4. Alexandre de Wurtemberg                    |  |  |  |  |  |  |  |  |  |  |  |  |
|  |                                               |  |  |  |  |  |  |  |  |  |  |  |  |
|  |                                               |  |  |  |  |  |  |  |  |  |  |  |  |
|  | 9. Frédérique-Dorothée de Brandebourg-Schwedt |  |  |  |  |  |  |  |  |  |  |  |  |
|  |                                               |  |  |  |  |  |  |  |  |  |  |  |  |
|  |                                               |  |  |  |  |  |  |  |  |  |  |  |  |
|  | 2. Alexandre de Wurtemberg                    |  |  |  |  |  |  |  |  |  |  |  |  |
|  |                                               |  |  |  |  |  |  |  |  |  |  |  |  |
|  |                                               |  |  |  |  |  |  |  |  |  |  |  |  |
|  | 10. François de Saxe-Cobourg-Saalfeld         |  |  |  |  |  |  |  |  |  |  |  |  |
|  |                                               |  |  |  |  |  |  |  |  |  |  |  |  |
|  |                                               |  |  |  |  |  |  |  |  |  |  |  |  |
|  | 5. Antoinette de Saxe-Cobourg-Saalfeld        |  |  |  |  |  |  |  |  |  |  |  |  |
|  |                                               |  |  |  |  |  |  |  |  |  |  |  |  |
|  |                                               |  |  |  |  |  |  |  |  |  |  |  |  |
|  | 11. Augusta Reuss d'Ebersdorf                 |  |  |  |  |  |  |  |  |  |  |  |  |
|  |                                               |  |  |  |  |  |  |  |  |  |  |  |  |
|  |                                               |  |  |  |  |  |  |  |  |  |  |  |  |
|  | 1. Philippe de Wurtemberg                     |  |  |  |  |  |  |  |  |  |  |  |  |
|  |                                               |  |  |  |  |  |  |  |  |  |  |  |  |
|  |                                               |  |  |  |  |  |  |  |  |  |  |  |  |
|  | 12. Louis-Philippe d'Orléans                  |  |  |  |  |  |  |  |  |  |  |  |  |
|  |                                               |  |  |  |  |  |  |  |  |  |  |  |  |
|  |                                               |  |  |  |  |  |  |  |  |  |  |  |  |
|  | 6. Louis Philippe Ier                         |  |  |  |  |  |  |  |  |  |  |  |  |
|  |                                               |  |  |  |  |  |  |  |  |  |  |  |  |
|  |                                               |  |  |  |  |  |  |  |  |  |  |  |  |
|  | 13. Marie-Adélaïde de Bourbon                 |  |  |  |  |  |  |  |  |  |  |  |  |
|  |                                               |  |  |  |  |  |  |  |  |  |  |  |  |
|  |                                               |  |  |  |  |  |  |  |  |  |  |  |  |
|  | 3. Marie d'Orléans                            |  |  |  |  |  |  |  |  |  |  |  |  |
|  |                                               |  |  |  |  |  |  |  |  |  |  |  |  |
|  |                                               |  |  |  |  |  |  |  |  |  |  |  |  |
|  | 14. Ferdinand Ier des Deux-Siciles            |  |  |  |  |  |  |  |  |  |  |  |  |
|  |                                               |  |  |  |  |  |  |  |  |  |  |  |  |
|  |                                               |  |  |  |  |  |  |  |  |  |  |  |  |
|  | 7. Marie-Amélie de Bourbon-Siciles            |  |  |  |  |  |  |  |  |  |  |  |  |
|  |                                               |  |  |  |  |  |  |  |  |  |  |  |  |
|  |                                               |  |  |  |  |  |  |  |  |  |  |  |  |
|  | 15. Marie-Caroline d'Autriche                 |  |  |  |  |  |  |  |  |  |  |  |  |
|  |                                               |  |  |  |  |  |  |  |  |  |  |  |  |
|  |                                               |  |  |  |  |  |  |  |  |  |  |  |  |